# Parabogidiella americana
Parabogidiella americana is een vlokreeftensoort uit de familie van de Bogidiellidae. De wetenschappelijke naam van de soort is voor het eerst geldig gepubliceerd in 1980 door Holsinger in Holsinger & Longley.